# Ulryk II Wirtemberski
Ulryk II Wirtemberski, Ulrich II von Württemberg (ur. 1253, zm. 1279) – hrabia Wirtembergii.
Najstarszy syn Ulryka I Wirtemberskiego i Matyldy księżniczki badeńskiej. W momencie śmierci ojca miał 12 lat, dlatego terenami zarządzał hrabia Gruningen Hartman II. Ulryk nie miał dzieci, najprawdopodobniej nie miał także żony. Po jego śmierci tytuł hrabiego przeszedł w ręce przyrodniego brata Eberharda.